# Saturday Night Fever (Disco Version)
A  Saturday Night Fever (Disco Version) című lemez a Bee Gees  együttes Japánban megjelent válogatáslemeze, melyen a Saturday Night Fever lemez dalai mellett a 70-es évek nagy slágerei is szerepelnek.

## Az album dalai
1. Night Fever (Barry, Robin és Maurice Gibb) – 3:33
2. How Deep is Your Love (Barry, Robin és Maurice Gibb) – 4:03
3. Spicks & Specks (Barry Gibb) – 2:51
4. More Than a Woman (Barry, Robin és Maurice Gibb) – 3:15
5. Stayin' Alive (Barry, Robin és Maurice Gibb) – 4:43
6. Melody Fair (Barry, Robin és Maurice Gibb) – 3:45
7. Holiday (Barry és Robin Gibb) – 2:55
8. Lonely Days (Barry, Robin és Maurice Gibb) – 3:48
9. You Should be Dancing (Barry, Robin és Maurice Gibb) – 4:16
10. Massachusetts (Barry, Robin és Maurice Gibb) – 2:25
11. I Started a Joke (Barry, Robin és Maurice Gibb) – 3:09
12. New York Mining Disaster 1941 (Barry és Robin Gibb) – 2:12

## Közreműködők
- Bee Gees